# 別所敬之
別所 敬之（べっしょ ひろし）は、日本のフィギュアスケート選手（アイスダンス、男子シングル）。パートナーは妻の別所純子。出光興産創業者の出光佐三は義父にあたる。
1964年全日本フィギュアスケート選手権優勝。

## 経歴
1959年、全日本ジュニア選手権に男子シングルで出場し3位に入る。同年、出光純子とカップルを組み全日本選手権にアイスダンスで出場し金子恵以子/竹内己喜男組に次いで2位に入る。
1960年、全日本ジュニア選手権の男子シングルで2位、全日本選手権ではアイスダンスで2年連続で2位となる。その後、パートナーの出光純子と結婚し、1963年の全日本選手権で再び2位に入る。1964年、全日本選手権で優勝を果たし、アイスダンスでは歴代2組目のチャンピオンとなる。
引退後は出光興産ロンドン支店長として石油資源開発に従事した。

## 主な戦績
- 全日本ジュニア選手権は男子シングル。

| 大会/年              | 1959-60 | 1960-61 | 1963-64 | 1964-65 |
| -------------------- | ------- | ------- | ------- | ------- |
| 全日本選手権         | 2       | 2       | 2       | 1       |
| 全日本ジュニア選手権 | 3       | 2       |         |         |